# Abrolhos (Oceania)
As Ilhas Abrolhos (em inglês Abrolhos Islands), também chamadas de Houtman Abrolhos, são uma rede de 122 ilhas desabitadas, localizadas no Oceano Índico e pertencentes à Austrália. Fazem parte do Território da Austrália Ocidental, ficando 60 km a oeste da cidade de Geraldton.

## Etimologia
Seu nome é uma junção do nome de seu descobridor, o explorador holandês Frederick de Houtman, em junção ao termo português "abrolhos", cujo significado da época era "obstrução com pontas". Há a versão do nome originar do termo "abri vossos olhos", o que já é julgado como falsa etimologia.
As Ilhas Abrolhos são um dos dois únicos lugares na Austrália a terem um nome português. A outra é a ilhota de Pedra Branca, localizada na Tasmânia. Elas também têm o mesmo nome de famoso arquipélago localizado no estado brasileiro da Bahia.